# Telenet Trophy 2013
De Telenet Trophy van 2013 wordt van 23 tot 26 mei gespeeld op de Royal Waterloo Golf Club.
Het prijzengeld is gestegen naar € 180.000, waarvan de winnaar € 25.600 krijgt. De titelverdediger is Marco Crespi.

## Verslag
De par van de baan is 71.

Er doen dertien Belgische spelers mee, inclusief vijf amateurs. Amateur Thomas Pieters is afwezig. Hij studeert in de Verenigde Staten, waar hij in april de Big Ten Championship in Indiana won. Hij stond daarna nummer 14 op de wereldranglijst.

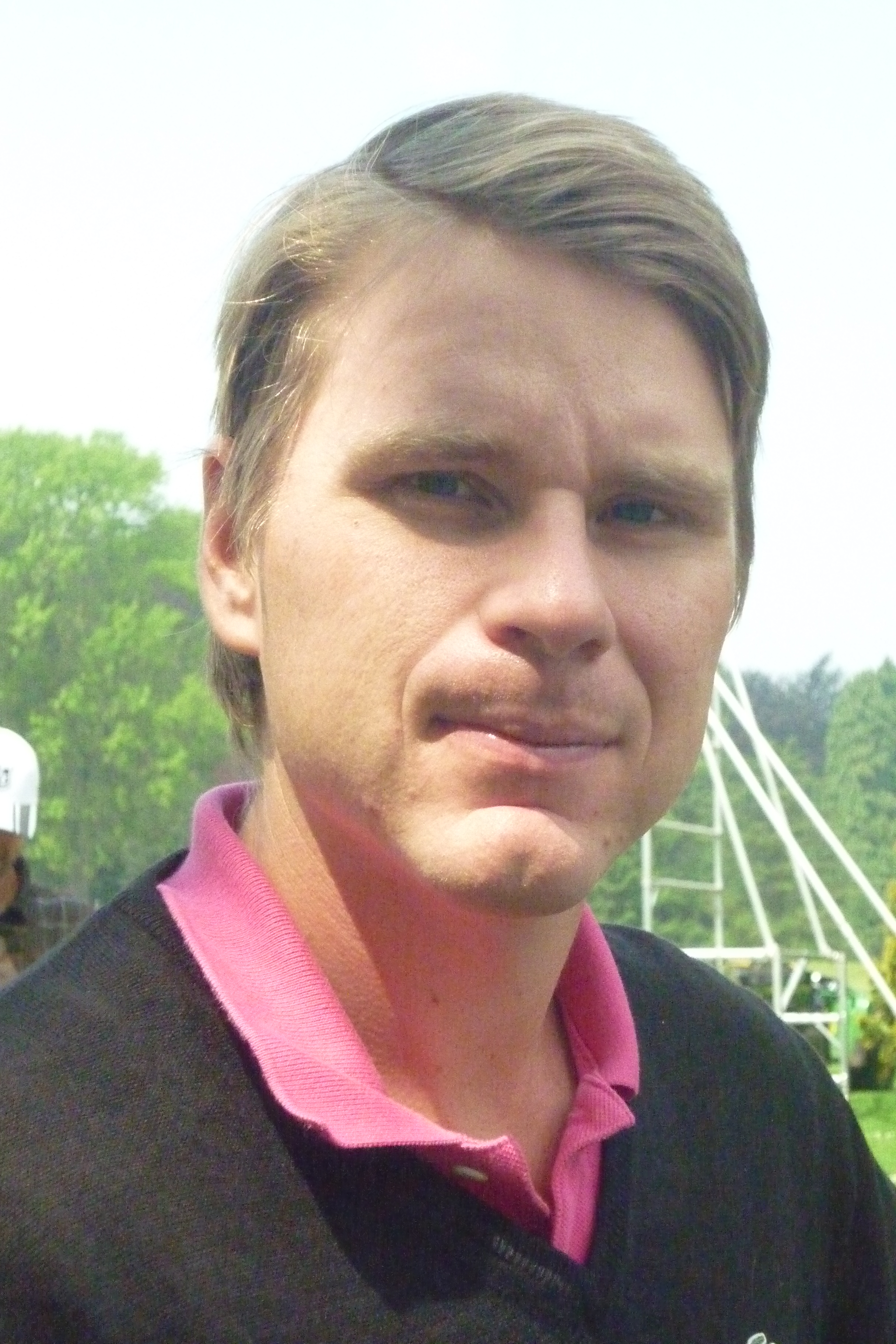
Kakko

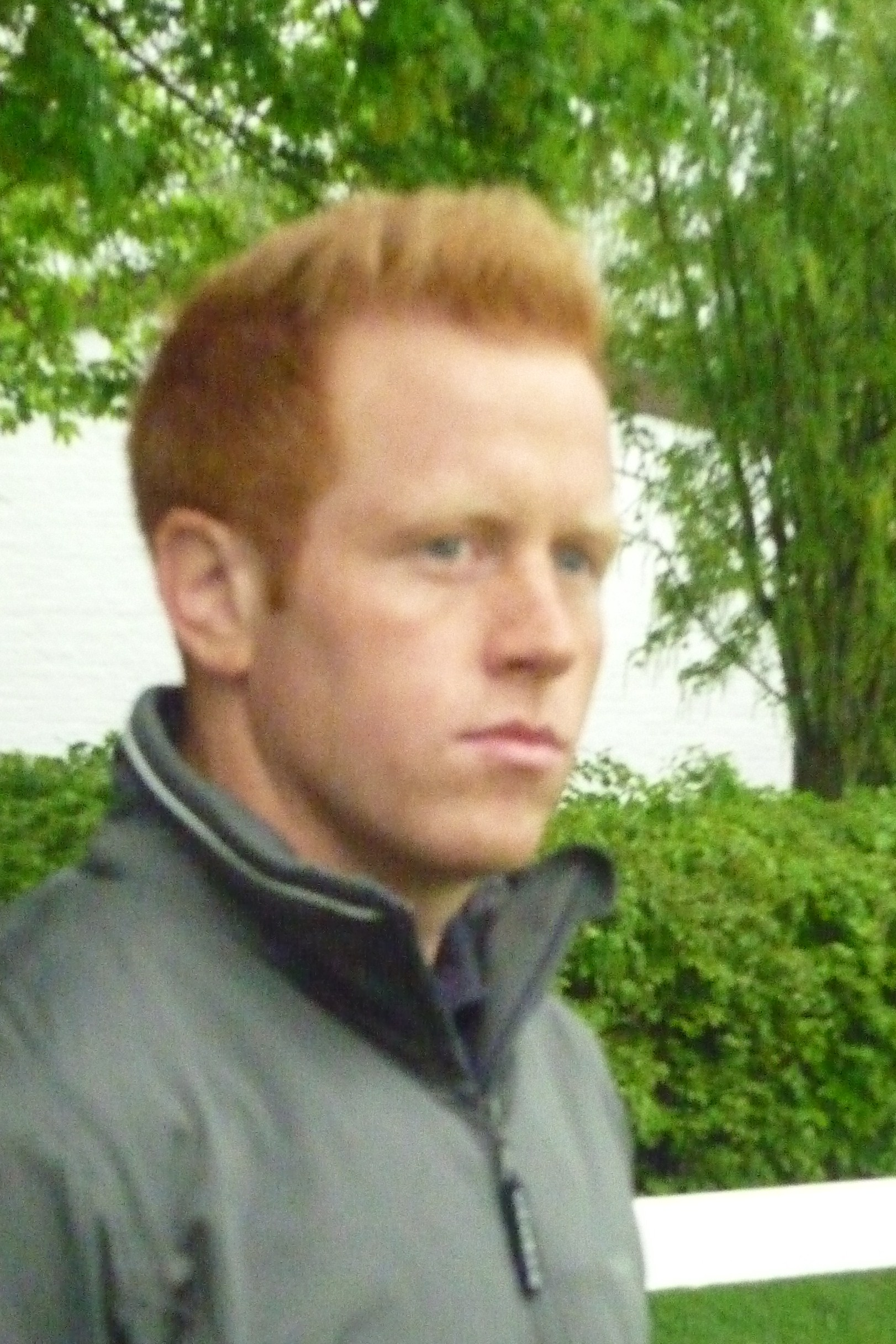
Goddard

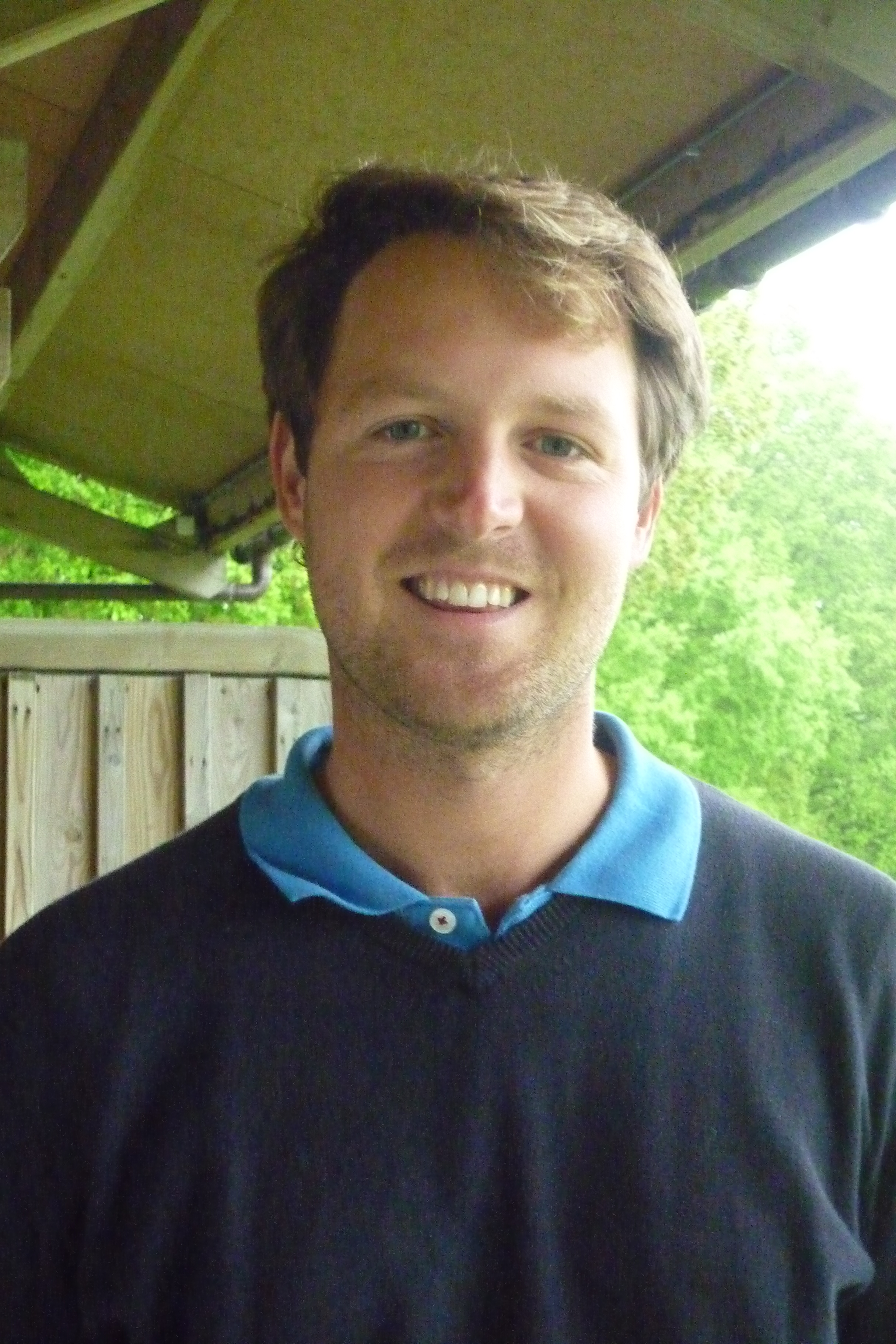
Watremez

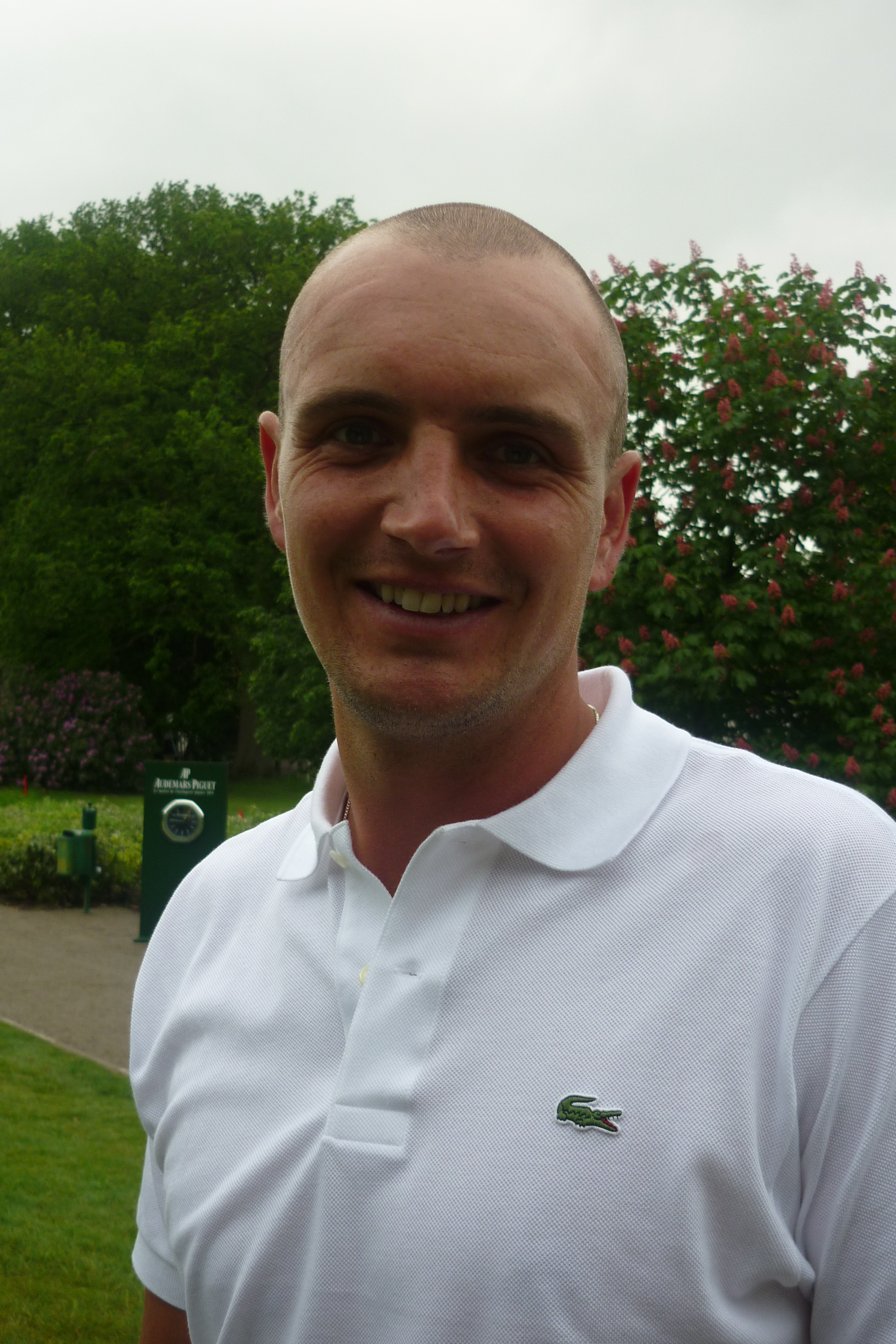
Dinwiddie

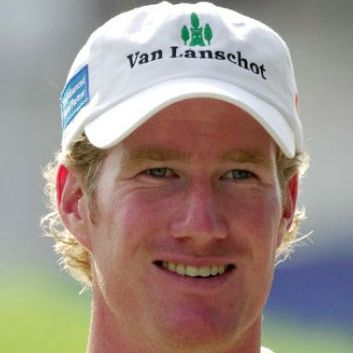
Besseling verloor de play-off

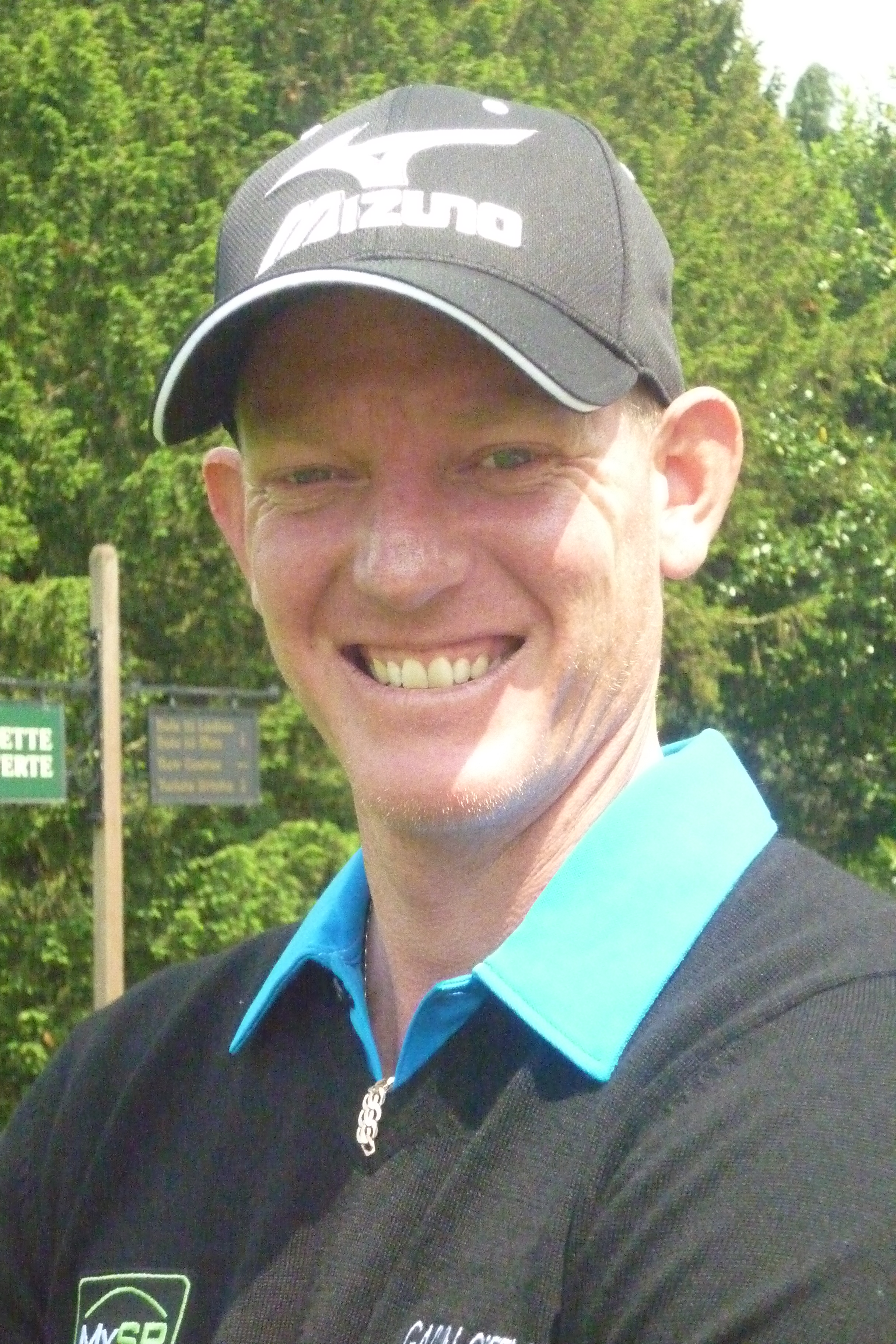
Daniel Gaunt

### Donderdag: ronde 1
Het had zoveel geregend, dat de greens en delen van de baan onder water stonden; er kon pas om 11 uur gestart worden. De eerste middagspelers sloegen dus pas om 18:00 uur af.

Gael Seegmuller speelde om 11 uur in de eerste partij en scoorde slecht. Tim Sluiter was om 11:40 uur de eerste Nederlander die afsloeg, en is de beste Nederlander. Luke Goddard stond aan de leiding met een ronde van 64 (−7), op de tweede plaats stond Roope Kakko met 65.

### Vrijdag: ronde 1 en 2
Om half 8 startten de spelers die ronde 1 nog moesten afmaken. Het was pas 5 graden. Åke Nilsson kwam ook met een score van 64 binnen. Van de Belgische spelers bleef alleen Alan De Bondt onder par, bij de Nederlanders Wil Besseling, Tim Sluiter en Floris de Vries.

Robert Dinwiddie had in ronde 2 met 65 de beste score en dat bracht hem aan de leiding, Goddard en Kakko moesten toen nog beginnen. Kakko maakte een ronde van 68 en eindigde naast Dinwiddie op −9. Titelverdediger Marco Crespi miste de cut.

### Ronde 3
Guillaume Watremez is de enige Belgische speler die het weekend nog mee doet. Hij won in 2011 op de EPD Tour. Ook Wil Besseling, Tim Sluiter en Floris de Vries, de drie Nederlanders die nog meedoen, hebben eerder gewonnen,
Wat deze spelers gemeen hebben is dat geen van hen in 2012 iets won.

Bij ronde 3 wordt alleen van tee 1 gestart. Tim Sluiter deelt de 3de plaats met zes anderen: Rhys Davies, Daniel Gaunt, Luke Goddard, Charles-Edouard Russo en de rookies Dodge Kemmer en Martin Sell. Hij speelt deze derde ronde met Russo.

Na twee bogey-vrije rondes begon Dinwiddie ronde drie met een bogey en een dubbel-bogey, terwijl Kakko op hole 2 een birdie maakte. Ineens was er een verschil van 4 slagen tussen de leiders van ronde 2. Dinwiddie herstelde zich mooi en eindigde aan de leiding samen met Stuart Manley en Daniel Gaunt. Wil Besseling en Tim Sluiter delen de 16de plaats.

Ross McGowan maakte een hole-in-one op hole 13, een kortste par 3 van deze golfbaan.

### Ronde 4
Wil Besseling speelde een schitterende ronde van 65 en stond lang aan de leiding, maar Daniel Gaunt eindigde met een birdie en dwong een play-off met hem af. Daniel Gaunt won met een birdie.
| Naam                     | Score R1 | Score R1 | Nr   | Score R2 | Score R2 | Totaal | Nr  | Score R3 | Score R3 | Totaal | Nr  | Score R4 | Score R4 | Totaal | Nr  |
| ------------------------ | -------- | -------- | ---- | -------- | -------- | ------ | --- | -------- | -------- | ------ | --- | -------- | -------- | ------ | --- |
| Daniel Gaunt             | 69       | −2       | T22  | 66       | −5       | −7     | T3  | 69       | −3       | −9     | T1  | 69       | −2       | −11    | 1   |
| Wil Besseling            | 69       | −2       | T22  | 68       | −3       | −5     | T11 | 71       | par      | −5     | T16 | 65       | −6       | −11    | 2   |
| José-Filipe Lima         | 72       | +1       | T76  | 65       | −6       | −5     | T11 | 68       | −3       | −8     | T4  | 69       | −2       | −10    | T3  |
| Stuart Manley            | 67       | −4       | T8   | 70       | −1       | −5     | T11 | 67       | −4       | −9     | T1  | 70       | −1       | −10    | T3  |
| Daniel Vancsik           | 66       | −5       | T4   | 71       | par      | −5     | T11 | 69       | −2       | −7     | T7  | 68       | −3       | −10    | T3  |
| Roope Kakko              | 65       | −6       | 3    | 68       | −3       | −9     | T1  | 73       | +2       | −7     | T7  | 70       | −1       | −8     | T9  |
| Robert Dinwiddie         | 68       | −3       | T14  | 65       | −6       | −9     | T1  | 71       | par      | −9     | T1  | 73       | +2       | −7     | T12 |
| Gareth Shaw              | 70       | −1       | T35  | 70       | −1       | −2     | T36 | 65       | −6       | −8     | T4  | 73       | +2       | −6     | T17 |
| Tyrrell Hatton           | 71       | par      | T57  | 68       | −3       | −3     | T29 | 66       | −5       | −8     | T4  | 73       | +2       | +2     | T17 |
| Luke Goddard             | 64       | −7       | T1   | 71       | par      | −7     | T3  | 72       | +1       | −6     | T12 | 72       | +1       | −5     | T21 |
| Tim Sluiter              | 68       | −3       | T14  | 67       | −4       | −7     | T3  | 73       | +2       | −5     | T16 | 71       | par      | −5     | T21 |
| Floris de Vries          | 70       | −1       | T35  | 71       | par      | −1     | T49 | 72       | +1       | par    | T54 | 70       | −1       | −1     | T48 |
| Guillaume Watremez       | 71       | par      | T57  | 70       | −1       | −1     | T49 | 69       | −2       | −3     | T36 | 73       | +2       | −1     | T48 |
| Åke Nilsson              | 64       | −7       | T1   | 75       | +4       | −3     | T29 | 73       | +2       | −1     | T47 | 73       | +2       | +1     | 56  |
| Pierre Relecom           | 74       | +3       | T115 | 69       | −2       | +1     | MC  |          |          |        |     |          |          |        |     |
| Nicolas Vanhootegem      | 72       | +1       | T76  | 72       | +1       | +2     | MC  |          |          |        |     |          |          |        |     |
| Gerald Gresse            | 72       | +1       | T76  | 72       | +1       | +2     | MC  |          |          |        |     |          |          |        |     |
| Taco Remkes              | 72       | +1       | T76  | 73       | +2       | +3     | MC  |          |          |        |     |          |          |        |     |
| Alan De Bondt (Am)       | 70       | −1       | T35  | 76       | +5       | +4     | MC  |          |          |        |     |          |          |        |     |
| Michiel Hermans          | 78       | +7       | T153 | 69       | −2       | +5     | MC  |          |          |        |     |          |          |        |     |
| Gilles Monville          | 73       | +2       | T101 | 75       | +4       | +6     | MC  |          |          |        |     |          |          |        |     |
| Alexandre Bailly (Am)    | 74       | +3       | T115 | 74       | +3       | +6     | MC  |          |          |        |     |          |          |        |     |
| Kevin Hesbois (Am)       | 75       | +4       | T128 | 74       | +3       | +7     | MC  |          |          |        |     |          |          |        |     |
| Reinier Saxton           | 76       | +5       | T135 | 73       | +2       | +7     | MC  |          |          |        |     |          |          |        |     |
| Gael Seegmuller          | 81       | +10      | 156  | 72       | +1       | +11    | MC  |          |          |        |     |          |          |        |     |
| Samuel Echikson (Am)     | 77       | +6       | T148 | 77       | +6       | +12    | MC  |          |          |        |     |          |          |        |     |
| Laurent Richard          | 77       | +6       | T148 | 78       | +7       | +13    | MC  |          |          |        |     |          |          |        |     |
| Maxence de Craecker (Am) | 80       | +9       | 155  | =        | =        | =      | DQ  |          |          |        |     |          |          |        |     |

| Leider |  | Toernooirecord |  | MC = missed cut = cut gemist |  | DQ = disqualified |

## Spelers
| Challenge Tour - Byeong-hun An - Carlos Aguilar - Phillip Archer - Scott Arnold - HP Bacher - Jason Barnes - Adrien Bernadet - Wil Besseling - Lucas Bjerregaard - Wallace Booth - Knut Borsheim - Gary Boyd - Christophe Brazillier - Daniel Brooks - François Calmels (2009) - Guillaume Cambis - Johan Carlsson - Federico Colombo - Marco Crespi (2012) - Jens Dantorp - Rhys Davies - Daniel Denison - Robert Dinwiddie - David Dixon - Agustin Domingo - Nick Dougherty - Bradley Dredge - Edouard Dubois - Paul Dwyer - Edouard Espana - Jens Fahrbring - Kenneth Ferrie - Oscar Florén - Alastair Forsyth - Thomas Fournier - Jordi García Pinto - Daniel Gaunt - Adam Gee | - Max Glauert - Jacob Glennemo - Luke Goddard - David Griffith - Julien Guerrier - Marcel Haremza - Tyrrell Hatton - Thomas Haylock - Benjamin Hebert - Garry Houston - Jamie Howarth - Jeppe Huldahl - Sam Hutsby - Daniel Im - Roope Kakko - Shiv Kapur - Dodge Kemmer - Chan Kim - Sihwan Kim - Brooks Koepka - Max Kramer - José-Filipe Lima - Michael Lorenzo-Vera - Jean-François Lucquin - Callum Macaulay - Paul Maddy - Stuart Manley - Andrew McArthur - Ross McGowan - Francis McGuirk - Jamie McLeary - Jamie Moul - George Murray - Tom Murray - Åke Nilsson - Thomas Nørret - Pedro Oriol - Ben Parker | - Andrea Pavan - Damien Perrier - Andrea Perrino - Terry Pilkadaris - Florian Praegant - Nicolo Ravano - Taco Remkes - Victor Riu - Andrea Rota - Raymond Russell - James Ruth - Lloyd Saltman - Reinier Saxton - Martin Sell * - Jack Senior - Gareth Shaw - Tim Sluiter - Matthew Southgate - Gary Stal - Simon Thornton - Steven Tiley - Jason Timmis - Daniel Vancsik - Alvaro Velasco - Floris de Vries - Oliver Whiteley - Oliver Wilson - Daniel Wuensche Sponsor invitaties - Alan Dunbar - Mark F Haastrup Amateurs - Alexandre Bailly - Alan De Bondt - Maxence De Craecker - Samuel Echikson - Kevin Hesbois | Nationale rangorde / Challenge Tour invitaties - Jamie Abbott - Filippo Bergamaschi - Elias Bertheussen - Baptiste Chapellan - Jack Doherty - Nacho Elvira - Anders Engell - Borja Etchart - Oliver Farr - Dylan Frittelli - Petr Gal - Sebastian García Rodriguez - Domenico Geminiani - Ivó Giner - Stephen Grant - Gerald Gresse - Roland Hahn - Michiel Hermans - Antonio Hortal - Eirik Tage Johansen - Ross Kellett - Jerome Lando Casanova - Francesco Laporta - Joakim Mikkelsen - Janne Mommo - Gilles Monville - Marek Novy - Peter O'Keeffe - Adrian Otaegui - Sandro Piaget - Martin Prihoda - Tapio Pulkkanen - Niccolo Quintarelli - Pierre Relecom - Laurent Richard - Martin Rominger - Charles-Edouard Russo - Gael Seegmuller - Fredrik Svanberg - Manuel Trappel - Damian Ulrich - Nicolas Vanhootegem - Guillaume Watremez - Lionel Weber - Josh Whitehouse |

Amateurs
- Alexandre Bailly (1993) is clubkampioen van Waterloo.
- De Craecker (1989) was in 2004 clubkampioen met een ronde van 60. Hij studeerde aan het Rollins College in Winter Park, Florida. Hij werd in 2011 tweede amateur bij het Omnium, achter Christopher Mivis, die toen nog amateur was. Hij speelde in 2010 ook de Telenet Trophy maar miste toen de cut. Hij is lid van Waterloo.

* = rookie